# بيرسي كلارك
بيرسي كلارك (7 أغسطس 1873 في الولايات المتحدة - 12 أغسطس 1965) (بالإنجليزية: Percy Clark)‏ هو لاعب كريكت أمريكي. شارك مع منتخب الولايات المتحدة الوطني للكريكت.

## وصلات خارجية
- بيرسي كلارك على موقع إي آس بي آن كريك إنفو (الإنجليزية)